# Psalm 87
Psalm 87 is de zesentachtigste psalm uit het boek Psalmen in de Hebreeuwse Bijbel. De psalm wordt toegeschreven aan de zonen van Korach. Het lied gaat over Jeruzalem. In de Griekse vertaling van de Bijbel, de Septuagint en in de Latijnse vertaling van de Bijbel, de Vulgaat heeft deze psalm nummer 86. De psalm wordt ook aangeduid als Fundamenta eius, naar de eerste woorden van de psalm in het Latijn.

## Datering
Volgens de gereformeerde theologen Jochem Douma en Jan Ridderbos kan over de datering van deze psalm niets met zekerheid worden gezegd. Douma noemt nog het feit dat niet Assyrië en wel Babel (in combinatie met Egypte) genoemd wordt, dit zou er volgens hem op wijzen dat we met een psalm uit de tijd na de ballingschap te maken kunnen hebben.

## Analyse
In vers twee bezingt de dichter dat de HEER de 'poorten van Sion lief heeft'. De vermelding 'poorten' is pars pro toto voor het gehele Sion. In vers vier is de HEER aan het woord. Hij noemt vijf landen op die Hem eens zullen kennen. Het woord 'Rahab' is een negatieve aanduiding voor Egypte.

## Muziek
Psalm 87 is een bekende en veel gezongen psalm. Hij is diverse malen berijmd in psalmberijmingen op de Geneefse melodieën. De psalm kan hierdoor worden gezongen in de Staatsberijming van 1773, de nieuwe berijming van 1968, de berijming uit het Gereformeerd Kerkboek en in De Nieuwe Psalmberijming uit 2020.
Vers 3 inspireerde John Newton tot het schrijven van de hymne "Glorious Things of Thee Are Spoken" uit 1779, later gezongen met muziek van Joseph Haydn Gott erhalte Franz den Kaiser (1797).

### Muziek
- Verschillende berijmingen van de Geneefse melodie op psalmboek.nl
- Franstalige samenzang op de Geneefse melodie in de Waalse Kerk te Leiden (organist: Erik van Bruggen)

1 · 2 · 3 · 4 · 5 · 6 · 7 · 8 · 9 · 10 · 11 · 12 · 13 · 14 · 15 · 16 · 17 · 18 · 19 · 20 · 21 · 22 · 23 · 24 · 25 · 26 · 27 · 28 · 29 · 30 · 31 · 32 · 33 · 34 · 35 · 36 · 37 · 38 · 39 · 40 · 41 · 42 · 43 · 44 · 45 · 46 · 47 · 48 · 49 · 50 · 51 · 52 · 53 · 54 · 55 · 56 · 57 · 58 · 59 · 60 · 61 · 62 · 63 · 64 · 65 · 66 · 67 · 68 · 69 · 70 · 71 · 72 · 73 · 74 · 75 · 76 · 77 · 78 · 79 · 80 · 81 · 82 · 83 · 84 · 85 · 86 · 87 · 88 · 89 · 90 · 91 · 92 · 93 · 94 · 95 · 96 · 97 · 98 · 99 · 100 · 101 · 102 · 103 · 104 · 105 · 106 · 107 · 108 · 109 · 110 · 111 · 112 · 113 · 114 · 115 · 116 · 117 · 118 · 119 · 120 · 121 · 122 · 123 · 124 · 125 · 126 · 127 · 128 · 129 · 130 · 131 · 132 · 133 · 134 · 135 · 136 · 137 · 138 · 139 · 140 · 141 · 142 · 143 · 144 · 145 · 146 · 147 · 148 · 149 · 150 · 151